# Deep Blue (伊東歌詞太郎の曲)
「Deep Blue」は、伊東歌詞太郎の楽曲。3作目のデジタル配信限定シングルとしてイザナギレコードより2021年3月7日に各音楽配信サービスにてリリースされた。

## 概要
前作『つながって』から約2年ぶりに配信リリースされた。
今作は、テレビドラマ「山村美紗サスペンス 小説家探偵 鍋島仙太」の主題歌に起用されている。

## 収録内容
| #         | タイトル      | 作詞・作曲   | 編曲           | 時間 |
| --------- | ------------- | ------------ | -------------- | ---- |
| 1.        | 「Deep Blue」 | 伊東歌詞太郎 | 鈴木Daichi秀行 | 4:33 |
| 合計時間: | 合計時間:     | 合計時間:    | 合計時間:      | 4:33 |

## タイアップ
Deep Blue
BS日テレドラマ「山村美紗サスペンス 小説家探偵 鍋島仙太」主題歌